# روجر كار
روجر كار (بالإنجليزية: Roger Carr)‏ هو لاعب كرة قدم أمريكية أمريكي، ولد في 1 يوليو 1952 في سيمينول في الولايات المتحدة.

## وصلات خارجية
- روجر كار على موقع مرجع كرة القدم المحترفة.كوم (الإنجليزية)